# Мирду
Ми́рду (ест. Mõrdu küla) — село в Естонії, у волості Ляене-Ніґула повіту Ляенемаа.

## Населення
Чисельність населення на 31 грудня 2011 року становила 14 осіб.

## Географія
Через населений пункт проходить автошлях 16136 (Таебла — Кулламаа).

## Історія
До 21 жовтня 2017 року село входило до складу волості Кулламаа.